# Ежков, Анатолий Павлович
Анатолий Павлович Ежков (3 декабря 1946 — 20 мая 2018) — деятель российских спецслужб, заместитель директора ФСБ России (2001—2004), генерал-полковник в отставке.

## Биография
Родился 3 декабря 1946 года в Ленинградской области. Окончил высшее военное училище и Высшую Краснознаменную школу КГБ при Совете Министров СССР им. Ф. Э. Дзержинского по специальности «правоведение» (1977).
С 1967 по 2004 год на военной службе, воинское звание генерал-полковник.
С 25 июня 2001 по июль 2003 г. начальник управления Федеральной службы безопасности (ФСБ) РФ по Северо-Кавказскому военному округу, руководитель регионального оперативного штаба по проведению контртеррористической операции на территории Северного Кавказа.
До июля 2004 года заместитель директора ФСБ. Отправлен в отставку после того, как 21 июня 2004 года чеченские и ингушские боевики напали на МВД Ингушетии, базу 137-го погранотряда ФСБ в Назрани, городской отдел внутренних дел, склады МВД, базы ОМОНа и станицу Слепцовскую.
Также были отправлены в отставку начальник Генштаба А.Квашнин, командующий Внутренними войсками МВД В.Тихомиров, командующий Северо-Кавказским округом Внутренних войск М.Лабунец.
С августа 2004 г. вице-президент по безопасности и связям с государственными органами ОАО «АК „Сибур“». С 30 декабря 2005 года вице-президент по безопасности и связям с государственными органами ОАО «СИБУР Холдинг». С 1 декабря 2006 года вице-президент по безопасности и связям с государственными органами ООО «СИБУР». Последняя должность — советник генерального директора «Сибура».
Умер в ночь на 21 мая 2018 года от сердечного приступа после аварийной посадки вертолета в Хабаровском крае.